# مورامیل دی‌پپتید
مورامیل دی‌پپتید (به انگلیسی: Muramyl dipeptide) با فرمول شیمیایی C۱۹H۳۲N۴O۱۱ یک ترکیب شیمیایی با شناسه پاب‌کم ۱۱۶۲۰۱۶۲ است. که جرم مولی آن ۴۹۲٫۴۷۷۵۸ g/mol می‌باشد. 